# Komuna e Qafa e Malit
Komuna e Qafa e Malit är en kommun i Albanien.   Den ligger i prefekturen Qarku i Shkodrës, i den norra delen av landet, 90 km norr om huvudstaden Tirana.
Omgivningarna runt Komuna e Qafa e Malit är en mosaik av jordbruksmark och naturlig växtlighet.  Runt Komuna e Qafa e Malit är det ganska glesbefolkat, med 27 invånare per kvadratkilometer.